# 阿萊斯特·克勞利
阿萊斯特·克勞利（英語：Aleister Crowley，1875年10月12日—1947年12月1日），全名愛德華·亞歷山大·克勞利（Edward Alexander Crowley），英格蘭神祕學家、儀式魔法師、詩人、畫家、作家和登山家。他創立了泰勒瑪（Thelema）宗教並將他自身定義爲，因受到委託而在二十世紀初期把人類帶入荷魯斯紀元（Æon of Horus）的先知。作爲一個多產的作家，他的一生都在廣泛地出版作品。
出生於英格蘭沃裏克郡、皇家利明頓溫泉鎮一戶富裕的普利茅斯教友會（Plymouth Brethren）家庭，克勞利拒絕了這一基要主義基督教的信仰，而是對追求西方神祕主義很感興趣。他曾在劍橋大學接受教育，在那裏他專注於登山和寫詩，有着不少出版作品。一些傳記作者宣稱他在這裏被招募進了一個英國的情報局，並進一步提議說他一生都維持着一個間諜的身份。在1898年他加入了一個叫做金色黎明的祕傳組織，在那邊他被塞繆爾·裏德爾·馬奇高·馬瑟斯（Samuel Liddell MacGregor Mathers）和艾倫·班尼特（Allan Bennett）訓練以儀式魔法。搬去蘇格蘭尼斯湖的博斯肯屋（Boleskine house）後，他與奧斯卡·艾肯斯頓（Oscar Eckenstein）在墨西哥登山，之後他又在印度學到了一些印度教和佛教的修煉方法。他與羅斯·伊迪絲·凱麗（Rose Edith Kelly）結婚且兩人在1904年到埃及開羅去度了蜜月，而在這個地方克勞利聲稱接觸到了一個叫做艾華斯（Aiwass）的超自然存在，且艾華斯提供給他一部叫做《律法之書》（The Book of the Law）的神聖文本，即那部作爲泰勒瑪基礎的著作。《律法之書》宣佈了荷魯斯紀元的開始，聲明它的追隨者們應該“行汝之真實意志”，並藉助對Magick的實踐來尋求他們伴隨着真實意志（True Will）的結盟。
在嘗試攀登干城章嘉峰失敗，拜訪了印度和中國後，克勞利回到了英國，專注於詩歌、小說和神祕主義文獻的創作。1907年的時候，他和喬治·塞西爾·瓊斯（George Cecil Jones）一起創立了一個泰勒瑪組織，即A∴A∴，並藉此傳播泰勒瑪。在阿爾及利亞度過了一段時間後，克勞利在1912年接受了另一個祕傳組織東方神殿教Ordo Templi Orientis(O.T.O.)的啓蒙，且很快上升並成爲了O.T.O.英國分支的領導者，並重組了這一分支使得其與泰勒瑪的信仰相對應。泰勒瑪的團體藉助O.T.O.而在英國、澳大利亞和北美被建立了起來。第一次世界大戰時，克勞利正在美國從事繪畫，並加入了德國人的戰鬥來對抗英國人，但之後揭露說他曾滲透進了親德運動中以協助英國情報服務。1920年時他創立了泰勒瑪修道院（Abbey of Thelema），一個位於西西里切法魯（Cefalù）的宗教公社，且在那裏他曾與許多不同的追隨者生活過。他放蕩的生活習慣招致了英國新聞界的譴責，且意大利政府於1923年將他驅逐出境。之後的二十年中，他分別在法國、德國和英國度過，且直到他去世前都一直在發揚泰勒瑪。
克勞利在他生前的時候得到了廣泛的惡名，被批判爲是一個毒品試驗者、雙性戀和個人主義社會評論家。他被大衆媒體抨擊爲“世界上最邪惡的人”和一名撒旦主義者。克勞利在西方神祕主義和反文化（counter-culture）中一直有着非常高的影響力，且一直被是視作是泰勒瑪的一位先知。他是許多傳記和學術研究的對象。

## 早年生活

### 青年：1875-94
克劳利在1875年10月12日以愛德華·亞歷山大·克勞利（Edward Alexander Crowley）的名字出生于英格兰沃里克郡的皇家利明顿温泉镇，克拉伦登区30号。他的父亲爱德华·克劳利（Edward Crowley (1829–87)）接受过工程师的训练，但他在克劳利家族一个名叫奥尔顿·爱丽丝的家庭酿造企业中的股份使得他能够在他儿子出生前就退休了。他的母亲，艾米丽·贝莎·贝肖普（Emily Bertha Bishop (1848–1917)），来自于一个英国德文郡萨默塞特的家庭，而且和她的儿子关系很紧张；她将他形容为“野兽”，一个让他沉醉的名字。这对夫妇于1874年在伦敦的肯辛顿登记处结婚，且他们都是福音派的基督徒。克劳利的父亲是以教友派信徒的身份出生的，但后来转为了闭关弟兄会（Exclusive Brethren）——一个以普利茅斯教友会（Plymouth Brethren）而出名的基督教基要主义团体的派别——且艾米丽也在结婚后加入了他。克劳利的父亲非常虔诚，一直致力于做一名旅行的宗派布道者，且每天早餐后都会给他的妻子和儿子阅读圣经中的一章。在他们的小女儿于1880年去世后，次年他们便搬到了萨里郡的红山（Redhill, Surrey）。在八岁时，克劳利被送去了位于黑斯廷斯的哈勃肖（H.T. Habershon）福音派基督教寄宿学校，之后又去了剑桥的艾博（Ebor）预备学校，这所学校是由教士亨利·达奇·钱普尼（Henry d'Arcy Champney）运营的，而这个人也被克劳利认为是一个虐待狂。
在1887年3月，克劳利11岁的时候，他的父亲因舌癌去世了。克劳利将此描述为他生命的转折点，且他总是保留着一种对他父亲的钦佩，将其形容为“他的英雄与他的朋友”。继承了他父亲三分之一的财产，他开始在学校表现得不礼貌，且受到了钱普尼严厉的惩罚；当克劳利有了蛋白尿症后，他的家人将他从学校带了回来。之后他上了莫尔文学院（Malvern College）和汤布里奇中学（Tonbridge School），它们都受到了克劳利的鄙视，且他在几个学期后都离开了。他开始逐渐对基督教产生怀疑，向他虔诚的老师们指出了一些圣经中的矛盾，且以吸烟、手淫、和妓女发生性关系（因此感染了淋病）来反抗他教养中的基督教道德。被送去与一位伊斯特本的教友会导师一起生活于后，他开始在伊斯堡学院从事化学课程。克劳利开始在象棋、诗歌与登山中发展出了兴趣，并在1894年拜访阿尔卑斯山脉和加入苏格兰登山俱乐部之前攀登了比奇角（Beachy Head，英国东萨塞克斯的伊斯特本镇的一处悬崖）。之后的一年他回到了伯恩阿尔卑斯山脉（瑞士西南部），攀登了艾格尔峰、特里弗特(Trift)、少女峰、莫希峰和维特霍恩(瑞士山峰)。

### 剑桥大学： 1895–98
在采用了阿莱斯特（Aleister）这个名字以替换爱德华后，克劳利于1895年10月开始了在剑桥大学三一学院的为期三年的课程，以道德科学荣誉学位（Moral Science Tripos）学习哲学。伴随着他个人导师的赞同，他转变为学习英语文学，而这个专业后来没有再提供课程了。克劳利将他在大学中的大部分时间都用于消遣，成为了象棋俱乐部的主席并每天练习两小时；他短暂地将成为一名象棋职业选手视作是自己的职业生涯。克劳利同样用爱拥抱了文学和诗歌，尤其是理查德·弗朗西斯·伯顿（Richard Francis Burton）和珀西·比希·雪莱（Percy Bysshe Shelley）的作品。他自己的许多诗作出现在了例如《格兰塔》（The Granta）、《剑桥杂志》（Cambridge Magazine）和《剑桥的》（Cantab）等学生出版物中。他持续他的登山，在1894到1989年之间每年都去阿尔卑斯山脉度假并攀登，且经常和他的朋友奧斯卡·艾肯斯頓（Oscar Eckenstein）一起。在1897年他第一次不带向导登上了莫希峰。这些壮举使得他被阿尔卑斯的登山协会所赏识。
1896年12月，当克劳利在瑞典的斯德哥尔摩度假时，他有了第一次显著的神秘经验。一些传记学家，包括劳伦斯·苏丁（Lawrence Sutin）、理查德·卡钦斯基（Richard Kaczynski）与托拜厄斯·丘顿（Tobias Churton）都认为这是由克劳利的第一次同性性经验所导致的，这让他认识到自己是双性恋。在剑桥时，克劳利与女人们维持着精力充沛的性生活——大部分是和妓女，且其中的一位让他染上了梅毒——但最终他参与到了同性性活动中，尽管这在当时是违法的。1897年10月时，克劳利遇到了贺伯特·查尔斯·波利特（Herbert Charles Pollitt）——剑桥大学脚灯戏剧俱乐部的主席，且两者建立起了关系。之后因为波利特对于克劳利日益增加的对西方神秘主义的兴趣显得无动于衷，两人就此分别，而这个分手也让克劳利后悔了许多年。
1897年，克劳利旅行至俄罗斯的圣彼得堡，之后他声称在那里尝试着学习俄语，考虑未来在那边从事外交生涯。传记学家理查德·史宾司(Richard Spence)与托拜厄斯·丘顿（Tobias Churton）提出克劳利是基于英国情报机构的雇用，作为一名情报员才这么做的，并猜测他是在剑桥大学时被招募的。
1897年10月，一个短暂的疾病引发了关于死亡的考虑以及“一切人类努力的徒劳”，克劳利抛弃了所有关于外交生涯的想法，而是喜欢追寻他在神秘主义中的兴趣。在1898年3月，他得到了韦特（A.E. Waite）的《黑魔法与契约之书》（The Book of Black Magic and of Pacts）（1898）和卡尔·冯·艾克豪森（Karl von Eckartshausen）的《圣所上的云》（The Cloud Upon the Sanctuary）（1896），增进了他对神秘主义的兴趣。1898年克劳利私下出版了100本他的诗《流血之地：一个埋葬陌生人的地方》（Aceldama：A Place to Bury Strangers In），但这并没有特别成功。同年他出版了一系列其他诗，包括了《白色污点》（White Stains），一部在国外印刷的色情诗歌颓废合集，唯恐被不列颠当局禁止出版。在1898年7月时，他离开了剑桥，且除了他在1897年考试中展示的“一等”和在那之前始终如一的“二级荣誉”之外没带走任何学位。

### 黃金黎明協會：1898–99
1898年8月克劳利在瑞士的策马特（Zermatt）遇到了化学家朱利安·L·贝克（Julian L. Baker），且两人开始讨论他们在炼金术中的共同兴趣。回到伦敦后，贝克把克劳利介绍给了自己的姐夫乔治·塞西尔·琼斯（George Cecil Jones），且他是一个在1888年建立的、名叫黃金黎明協會（Hermetic Order of the Golden Dawn）的神秘社团的成员。克劳利在1898年由团体的领导者塞繆爾·裏德爾·馬奇高·馬瑟斯（Samuel Liddell MacGregor Mathers）启蒙于黃金黎明協會的外部组织（Outer Order）。这一仪式发生于黃金黎明協會位于伦敦马克石匠大厅（Mark Masons Hall）的伊西丝-乌拉尼亚神殿（Isis-Urania Temple），且克劳利在那里立下了魔法座右铭与魔法名字“Frater Perdurabo”，这被他解释为“我将忍受到最后”。传记学家理查德·史宾司（Richard Spence）和托拜厄斯·丘顿（Tobias Churton）提出克劳利加入组织是基于英国特务机关的要求，为了监视马瑟斯的活动，因为后者是一名拥护王位者。
克劳利搬到了他自己位于法院巷（Chancery Lane）67-69号的豪华公寓中，并很快邀请一位黃金黎明協會的高级成员，艾伦·班尼特（Allan Bennett），以魔法导师的身份和他同住。班尼特教了克劳利更多的仪式魔法与药物的仪式性使用，且他们一起执行了Goetia的仪式，直到班尼特前往南亚学习佛教。1899年11月时，克劳利买下了位于苏格兰尼斯湖岸东南侧的博斯肯屋（Boleskine house）。他逐渐发展出了对苏格兰文化的爱，将自己描述为“博斯肯的领主”，并喜欢穿传统的苏格兰高地人服装，即便是在他拜访伦敦的时候。他持续写诗，在1898-99年期间出版了《放荡女人与其他悲剧诗》、《古代传说》、《灵魂之歌》、《呼吁美利坚共和国》与《耶弗他》；大部分在文学评论家中都表现得褒贬不一，尽管《耶弗他》被视作是一个评论中的特别成功。
克劳利进步很快，穿过了黃金黎明協會的低等级并进入到了团体的内部第二等级中。他在团体中并不受欢迎；他的双性恋与放荡的生活习惯为他带来了恶名，且与其他一些成员产生了争执，包括威廉·巴特勒·葉芝（W.B. Yeats）。当黃金黎明協會的伦敦分部拒绝将克劳利启蒙进第二等级时，他拜访了在巴黎的马瑟斯，而马瑟斯亲自同意了他进入小达人等级（Adeptus Minor Grade）。马瑟斯和黃金黎明協會伦敦分会之间逐渐产生了裂痕，该分会也对马瑟斯专制的规则感到很不满。在马瑟斯的规则下行事，克劳利——伴随着他情妇与新加入的追随者伊莱恩·辛普森（Elaine Simpson）的帮助——试图从伦敦分会的成员们那夺取“达人之拱顶”（Vault of the Adepts），一个位于西肯辛頓布莱斯路（Blythe Road）36号的神殿。当这个案子被送到法庭的时候，法官的裁决偏爱于伦敦分会，因为他们付了这个场所的租金，将克劳利和马瑟斯孤立在了团体之外。史宾司提议说整个剧情都是用于破坏马瑟斯权威的天才般操作的一部分。

### 墨西哥、印度、巴黎，与婚姻：1900–03
1900年，克劳利经由美国旅行到了墨西哥，在墨西哥城市定居并找了一位当地的女人做他的情妇。逐渐爱上那座城市后，他持续着仪式魔法的实验，着手约翰·迪伊（John Dee）的伊诺克（Enochian，又称天使语言）召唤。之后他声称曾在那边被启蒙进了共济会中，且他写了一部基于理查德·瓦格纳的唐怀瑟（Tannhäuser）的戏剧，也包括了一系列诗歌，在1905年以《预言》为名字出版。艾肯斯顿在这一年较晚的时候加入了他，且他们一起攀登了好几座山，包括伊斯塔西瓦特尔火山（ Iztaccihuatl）、波波卡特佩特火山（Popocatepetl）与科利马火山（Colima），而后者因为一次火山喷发而不得不被他们放弃。史宾司觉得这次旅途的目的可能包括了为英国情报机构去勘探墨西哥的石油前景。离开墨西哥后，克劳利在邮轮日本丸（Nippon Maru）停靠夏威夷之前直接去了旧金山。在这艘船上他与一个叫做玛丽·爱丽丝·罗杰斯（Mary Alice Rogers）的已婚女人发生了短暂的暧昧关系；承认自己爱上她之后，克劳利写了一系列浪漫诗作，并以《爱丽丝：一次通奸》为名出版（1903）。
在日本和香港作了短暂的停留后，克劳利抵达了锡兰（印度以南一岛国，现以更名为斯里兰卡Srilanka），在那里他遇到了正在学习湿婆教（Shaivism）的艾伦·班尼特（Allan Bennett）。两人在康堤（斯里兰卡中部城市，佛教圣地）度过了一段时间，之后班尼特决定成为一名小乘佛教传统中的和尚，并去往缅甸以实行他这个决定。而克劳利则打算前往印度，并把自身致力于印度胜王瑜伽（Raja Yoga）的练习，且他说借此到达了一种叫做禅定（dhyana）的精神境界。他花了大量的时间在马都拉（印尼爪哇东北部的小岛）的米纳克什安曼寺（Meenakshi Amman Temple）中学习。在这一时期他同样创作并写诗，这在之后被出版为《歌之剑》（1904）。他感染上了疟疾，且不得不在加尔各答（印度城市）和仰光（缅甸前首都）中恢复。1902年时，艾肯斯顿在印度加入了他，也包括了其他几位登山者：盖伊·诺尔斯（Guy Knowles）、 H. Pfannl、V. Wesseley和朱尔斯·贾科-古拉莫德（Jules Jacot-Guillarmod）。艾肯斯顿-克劳利小队一起尝试了从来没被攀登过的乔戈里峰（世界第二大高峰）。在旅途中，克劳利感染上了流行性感冒、疟疾与雪盲症，且其他探险队的成员都生病了。他们在到达20000英尺（6100米）的海拔高度后就返回了。
在1902年11月到达巴黎后，他联系了作为朋友与未来姐夫的杰拉德·凯利（Gerald Kelly），后者在巴黎的蒙巴拿斯区有个工作室，且克劳利很欣然地接受了和他一起住在那。与此同时，克劳利也针对一位熟人，雕刻家奥古斯特·罗丹（Auguste Rodin）写了一系列诗作，且之后被出版为《霜中的罗丹》（1907）。常常出入于这一环境的人之中有一个叫做W·萨默塞特·毛姆（W. Somerset Maugham）的，他在与克劳利短暂地会晤后将后者作为他《魔法师》（1908）这部小说中奥利弗·哈多（Oliver Haddo）这一角色的原型。克劳利于1903年4月回到了博斯肯，在8月时娶了杰拉德的妹妹罗丝·伊迪丝·凯丽（Rose Edith Kelly）为妻，且是以一个权宜婚姻（marriage of convenience）——为了防止罗丝进入她被安排好的婚姻中；这个婚姻吓到了凯丽的家庭，也伤害了他与杰拉德的关系。在与罗丝直接去了巴黎、开罗和锡兰度蜜月后，克劳利爱上了罗丝并努力证明他的感情。而在他度蜜月的时候，他给她写了一系列的情诗，出版为《罗莎·曼迪与其他情歌》（1906），当然还写了一部宗教的讽刺作品《耶稣为何哭泣》（1904）.

## 发展泰勒玛

### 埃及与《律法之书》：1904
1904年2月，克劳利与罗丝抵达了开罗。他们声称自己是公主和王子，并租了一间公寓。克劳利在这件公寓中设置了一个神殿房间并开始召唤远古的埃及神性，且同时也在学习伊斯兰教和阿拉伯的神秘主义。据克劳利后来的解释说，罗丝会有规律地变得神志昏迷并通知他“他们在等你。”3月18日，她解释说“他们”指的是神灵荷鲁斯，且她在3月20日宣称“神分点已经到来”。她让克劳利来到了一个附近的博物馆中，而在那她向他展示了一个公元前七世纪的墓碑：安卡-阿夫-纳-库苏之碑（Stele of Ankh-ef-en-Khonsu）；克劳利认为这很重要，因为这块碑的展览编号是666，而这也是基督信仰中野兽的数字，且之后他将这份工艺品命名为“昭示之碑”（Stele of Revealing）。
根据克劳利之后的称述，在4月8日时他听到了一个空灵的声音宣称自己是艾华斯（Aiwass），那荷鲁斯或胡尔-帕-克拉特（Hoor-Paar-Kraat，荷鲁斯的阴性层面）的报信者。克劳利说在接下里的三天中他写下了所有那个声音告诉他的事情，并冠以《律法之书》或《Liber L vel Legis》的标题。这本书宣称人类已经进入到了一个新的纪元，且克劳利将充当起它先知的角色。它说在这个纪元，一个至高的道德法则被引入了，“行汝意志即为全法”，且人们应当学习与他们的“意志”相一致而生活。这本书，以及它所信奉的哲学，是克劳利之后所发展的泰勒玛的基础。克劳利说那个时候他对于《律法之书》有点手足无措，并因为可能的怨恨而忽视了文本所要求他去执行的指示，即把昭示之碑从博物馆拿走，为他自己的岛准备好防御工事，以及把这本书翻译为世界上所有的语言等。根据他的描述，他反而把打字稿寄给了好几位他认识的神秘主义者，而把手稿丢在了一边并无视了它。

### 干城章嘉峰与中国：1905-06
回到博斯肯，克劳利开始相信马瑟斯正在用魔法攻击他，且两者之间的关系也破裂了。1905年7月28日，罗丝产下了克劳利第一个孩子，一个名叫莉莉丝的女孩，对此克劳利写下了色情文学的《一位副牧师花园中的雪花莲》来祝贺他恢复健康的妻子。同时他成立了一家叫做“宗教真理之传播的社会”的出版社来出版他的诗作，而这个名字同样也是对“发扬基督知识之社会”的嘲讽式模仿。它的第一批出版物是克劳利的《著作集》，由艾弗·巴克（Ivor Back）所编辑。他的诗作经常会收到一些强烈的回馈（不管是正向还是负向的），但从来都畅销过。为了试图引起更多的注意，他设置了100英镑以奖励关于他作品的最好的文章。这一奖项的获胜者是J.F.C.富勒（J. F. C. Fuller）——一位不列颠的陆军军官和军事史学家，他的文章《西方的星星》（1907）宣告克劳利的诗作是有史以来最伟大的作品之一。
克劳利决定攀登位于尼泊尔境内喜马拉雅的干城章嘉峰，而这座山也被视作是世界上最险恶的山。他聚集了一只团队，包括了贾科-古拉莫德（Jacot-Guillarmod）、查尔斯·阿道夫·雷蒙德（Charles Adolphe Reymond）、亚历克西斯·帕希（Alexis Pache）与阿尔塞斯提·C. 瑞格·德·里吉（Alcesti C. Rigo de Righi），这只探险队因为克劳利和其他人的争执而破裂了，因为一些人觉得克劳利过于鲁莽。他们最终反叛了克劳利的控制，而其他剩下的登山员则不顾克劳利的对于过于危险警告，在黄昏时径直下了山。之后，帕希与其他几个搬运工在一场事故中死去了，对此克劳利受到了登山俱乐部广泛的谴责。
在孟加拉湾的一个东部省份时，克劳利参与了一个大型狩猎活动并写了一部同性恋作品《香味花园》。他在加尔各答（印度城市）与妻子女儿回合，但之后因为射杀了一个试图行凶抢劫他的本地男人之后，克劳利被迫离开印度。在缅甸短暂地拜访了班尼特后，克劳利与家人觉得前往中国南方旅行，为此雇佣了一些搬运工和一位保姆。史宾司决定他前往中国的行程是英国情报机构精心策划的一部分，为了监视地区的鸦片贸易。克劳利在行程中一直吸着鸦片（但他承认这只是为了试图理解为什么鸦片在中国这么流行，且事后他说自己没有任何上瘾或不适），并带着家人从云南腾越一路经过永昌、大理、云南府，然后是河内（越南首都）。路上他花了大量的世界在灵性和魔法工作上，背诵“无生之仪式”（Bornless Ritual），一个对于他神圣守护天使的召唤（也同样是Goetia的基础召唤），作为日常练习。
当罗丝与莉莉丝回到欧洲后，克劳利前往了上海并遇见了朋友伊莱恩·辛普森（Elaine Simpson）。辛普森对《律法之书》非常着迷，他们一起举行了仪式来试图联系艾华斯。之后克劳利航行到了日本和加拿大，然后继续前往纽约——在那里他请求获得干城章嘉峰第二次探险的支持，但失败了。到达不列颠后，克劳利得知他的女儿莉莉丝在仰光时死于伤寒，且在后来他将此怪罪于罗丝日渐增长的酗酒。遭受着情绪低落，他的健康状况也开始出现问题，并经历了一系列外科手术。他开始与女演员维拉“劳拉”内维尔（Vera "Lola" Neville）（原姓斯奈普）与作家阿达·莱弗森（Ada Leverson）开始了短暂的恋情。1907年2月罗丝产下了克劳利第二个女儿罗拉·莎莎（Lola Zaza）。

### A.'.A.'.与泰勒玛的圣书：1907-09
藉助他的旧导师乔治·塞西尔·琼斯，克劳利在英格兰东南部萨里郡(Surrey)，寇斯顿的阿什道恩公园酒店持续执行亚伯拉梅林的仪式。克劳利声称自己借此到达了三昧，或与神性相结合的境界，并因此产生了他生命中的一个转折点。因为在这些仪式期间持续使用了印度大麻，他写了一篇叫“印度大麻的心理学”（1909）的文章，在这之中他揭示了药物对神秘主义的帮助作用（同样的，克劳利告诫说，如果一个学生不知道为什么要使用这些药物，以及没有完美掌握这背后的原理，就绝不应该去使用它们）。他同样说到在1907年10月与11月的时候再一次联系到了艾华斯，以及艾华斯进一步口授了两部文本给他，《书籍 七》和《书籍 他们佩戴着蛇之心》（Liber Cordis Cincti Serpente，也称《书籍 六十五》（Liber LXV），共五章，背诵它的选定章节也是成为A.'.A.'.成员所要考核的一部分。该书的内容在网上很容易找到，而相比之下《书籍 七》会更为保密），这两本书在后来也都被归位泰勒玛圣书的一部分。该年的最后两个月时间里，克劳利写了更多的泰勒玛圣书，包括《书籍 六十六》、《Liber Arcanorum》、《Liber Porta Lucis, Sub Figura X》、《Liber Tau》、《Liber Trigrammaton》与《Liber DCCCXIII vel Ararita》——对此他声称这也是从一个超自然来源那取得的。克劳利说在1909年6月时，《律法之书》的手稿在博斯肯被重新发现了，且他发展出了泰勒玛代表了客观真理这一观念。
克劳利的遗产被花完了。为了赚钱，他受雇于坦科威尔（Tankerville）的伯爵乔治·蒙塔古·班尼特（George Montagu Bennett），来保护他免受巫术伤害；在认识到班尼特的偏执狂与背后的可卡因上瘾后，克劳利与假期的时候把他带到了法国和摩洛哥恢复健康。1907年，他开始接收付费的学生，并教他们神秘主义与魔法的练习。维克多·诺伊堡（Victor Neuburg）与克劳利在1907年2月相遇，且成了他的性伴侣和最亲密的门徒；1908年时，两人先去了西班牙的北部，之后又径直前往了摩洛哥的丹吉尔。之后的一年诺伊堡呆在博斯肯，与克劳利从事施虐受虐狂。克劳利保持着丰富的写作能力，产生了一系列如《龙延香》、《无水的云朵》与《Konx Om Pax》，以及他第一次对自传的尝试，《世界的悲剧》。认识到恐怖短篇故事的流行后，克劳利写了一些他自己的，其中有一部分被出版，且他同样在《名利场(vanity fair)》这本由他朋友弗兰克·哈里斯（Frank Harris）所编辑的杂志上发表了他的一些文章。他还整理并写了《书籍 777》，一本尽可能枚举了神圣卡巴拉体系与其他体系之对应的字典式参考书，且这部重要的著作在仪式魔法的实际准备中也有着显著的意义。
1907年11月，克劳利与琼斯决定成立一个类似于金色黎明继承者的神秘组织，且在实践的时候得到了富勒的帮助。这一决定的结果就是A.'.A.'. 。团体的总部与神殿被设立于伦敦中心的维多利亚大街124号，且仪式方面大量借鉴了金色黎明，但基于泰勒玛的基础之上。它最早的成员包括了律师理查德·诺尔·沃伦（Richard Noel Warren）、艺术家奥斯丁·奥斯曼·斯拜尔（Austin Osman Spare）、贺拉斯·谢里丹-比克尔（Horace Sheridan-Bickers）、作家乔治·拉法洛维奇（George Raffalovich）、弗朗西斯·亨利·埃弗拉德·约瑟·菲尔丁（Francis Henry Everard Joseph Feilding）、工程师赫伯特·爱德华·英曼（Herbert Edward Inman）、肯尼斯·瓦尔德（Kenneth Ward）与查尔斯·斯坦斯菲尔德·琼斯（Charles Stansfeld Jones）。1909年3月，克劳利开始创作一部名为《平分点》（The Equinox）的双年刊。他宣传这部期刊，且它成为了A.'.A.'.的“官方期刊”，如同“对科学光照派的回顾”。
克劳利开始逐渐受挫于罗丝的酗酒，且在1909年11月他因为自己通奸的原因与她离婚了。罗拉被委托给罗丝照顾；这对夫妻依然保持了朋友关系且罗丝继续住在博斯肯。她的酗酒进一步恶化，且最终导致了她于1911年9月被送去了拘留机构。

### 阿尔及利亚与埃莱夫西斯仪式
1909年11月，克劳利与诺伊堡行至阿尔及利亚，从坚杜拜到欧马勒、布萨达再到达勒爱丁而游历了沙漠，期间克劳利会背诵《可兰经》作为日常训练。在旅程中他召唤了伊诺克魔法的第三十层“以太”（Æthyr），诺伊堡则记录下了结果，之后作为《景象与话语》（The Vision and the Voice，即上文提到过的Konx Om Pax）。伴随着一个山顶上的性魔法仪式，克劳利同样执行了恶魔Choronzon（居住于“深渊”——特指卡巴拉生命之树中神圣三角下方的那个深渊——最外部的恶魔，非常强大且地位崇高。但需要注意的是，它的恶意并不真的是一个外部存在的恶意，而是一种恶意的品质，是一个个体的“自我”最根本的谎言。更多关于它特性的信息请参阅Knox Om Pax）且包含了血祭（参阅Magick in Theory and Practice, Chapter XII），且这被视作是他魔法生涯的一个分水岭。1910年1月回到伦敦后，克劳利发现马瑟斯正在控诉他把金色黎明的秘密发表在了《平分点》中，而法庭偏向克劳利。这个案子被新闻媒体广泛报道，也为克劳利赢得了广泛的名誉。克劳利对此非常享受，但也承受了那些感觉主义者的陈词滥调，说他是一位撒旦主义者或致力于牺牲人类。
宣传吸引了一些新的A.'.A.'.成员，他们之中有弗兰克·班尼特（Frank Bennett）、詹姆斯·贝利（James Bayley）、赫伯特·克洛斯（Herbert Close）和詹姆斯·温德拉姆（James Windram）。澳大利亚的小提琴家利拉·沃德尔（Leila Waddell）很快成为了克劳利的情人。在决定将教导扩展到更广泛的听众那后，克劳利发展了阿耳忒弥斯(Artemis)仪式，一个集体的魔法与象征表演，以赋予A.'.A.'.成员不同神性为特征。这个仪式的首次执行是在A.'.A.'.的总部内，参与者会被给予一杯包含了佩奥特掌（仙人掌的一种）的混合果汁以增强他们的经验。不少新闻界的成员都参加了，且对此进行了大量正向的报道。1910年10月与11月，克劳利决定筹划一些类似的事情，即埃莱夫西斯仪式（Rites of Eleusis），在伦敦威斯敏斯特(Westminster)的卡克斯顿大厅；这一次新闻报道的观点就有些形形色色了。克劳利处于维斯特·德·文德·芬东（West de Wend Fenton）的特别批评之下，而后者是报纸《玻璃镜》（The Looking Glass）的编辑。他称克劳利为“现代最亵渎神明和冷血的恶棍之一”。芬东的文章说克劳利和琼斯参与进了同性恋的活动中；克劳利并不在意，但琼斯控告其诽谤失败了。富勒因为这个丑闻断绝了和克劳利的友情与牵涉，而克劳利和诺伊堡则回到了阿尔及利亚，从事进一步的魔法工作。
《平分点》持续出版着，且各式各样的文学作品或诗作也在之中发表，像是克劳利的《龙延香》、《长翅膀的甲虫》、《香味花园》，也包括了诺伊堡的《潘神之凯旋》与埃塞尔·阿契尔（Ethel Archer）的《涡流》。1911年，克劳利与沃德尔到蒙蒂尼卢安河度假，在那边他多产地写了诗、短篇故事、戏剧，以及魔法和神秘主义的19份作品，其中有两本最后成了泰勒玛的圣书。在巴黎他遇见了玛丽·德斯蒂（Mary Desti），她成了克劳利下一位“猩红女人”（"Scarlet Woman"），且两人在圣摩里兹（瑞士城镇）从事魔法工作；克劳利相信秘密首领之一，Ab-ul-Diz，通过她而向他传话。根据德斯蒂出神时的状态，克劳利写下了《书本 4》的两卷，且在那个时候发展出了“Magick”这个拼法，以区别一般意义上的magic所包含的传统魔法或是魔术之类的含义。（克劳利很明确地解释过为什么在后面加一个k——这背后有着非常复杂的神圣卡巴拉和数值上的考虑。Magick的定义是“使得改变的发生符合意志的科学和艺术”，其中“意志”可以理解为特指真实意志或泰勒玛）。

### Ordo Templi Orientis（东方神殿教，暂译）与巴黎工程：1912-14
1912年早先的时候，克劳利出版了《谎言之书》（The Book of Lies），一部被传记学家劳伦斯·苏丁（Lawrence Sutin）描述为是“融合了他诗人、学者与魔法师之天赋的最伟大成功”的杰作。德国的神秘主义者西奥多·罗伊斯（Theodor Reuss）之后控告克劳利在《谎言之书》里发布了一些他自己的神秘组织，O.T.O.中的的秘密。克劳利让罗伊斯相信了这些相似性都是巧合，且两人也成为了朋友。罗伊斯任命克劳利为O.T.O.的英国分部M.'.M.'.M.'.的首领，且在柏林的一场仪式中克劳利采用了巴弗梅特（Baphomet）作为自己的魔法名字，且被称作“爱尔兰、爱奥那和所有不列颠人的至高国王与统治者，总大师X°”。伴随着罗伊斯的许可，克劳利着手于为M.'.M.'.M.'.打广告并重写了很多O.T.O.的仪式，而这些仪式之后也很大程度上基于共济会；他所加入的泰勒玛基础在团体中有着争议。沉醉于O.T.O.对性魔法的强调，克劳利设计了一个基于肛门性爱的魔法操作并将其融入了为到达XI°启蒙等级的成员所准备的教学大纲中。
1913年三月，克劳利担任了由沃德尔领导的一个女性小提琴家团队“衣衫褴褛的拉格泰姆女孩”的制作人，且他们在伦敦的老蒂沃利剧院表演。随后他们又在莫斯科演出了6周，在那边克劳利与匈牙利人安妮·林格勒（Anny Ringler）发生了施虐受虐狂的关系。在莫斯科，克劳利持续写戏剧和诗，包括了“潘神的赞美诗（Hymn to Pan）”和诺斯替弥撒——一个泰勒玛式的仪式，且在后来成为了O.T.O.圣餐仪式中非常关键的一部分。丘顿提议说克劳利是基于英国情报部门的命令，为了侦查那个城市的革命基础。1914年1月，克劳利与诺伊堡搬到了巴黎的一间公寓中，在那里克劳利卷入了围绕雅各·艾普斯坦（Jacob Epstein）给奥斯卡·王尔德（Oscar Wilde）的新纪念碑的争论中。克劳利与诺伊堡一起执行了为期六周的“巴黎工程”——一段非常强烈的仪式时期，包含了强烈药物的使用，为了召唤神灵墨丘利与朱庇特。作为仪式的一部分，两人一起执行了性魔法的操作，且有时记者沃尔特·迪朗提也会加入。受启发于这一工程的结果，克劳利写下了《Liber Agapé》，一部关于性魔法的文献。随着巴黎工程，诺伊堡开始疏远克劳利，并最终产生了争执。

### 美国：1914-19
1914年时克劳利过着勉强糊口的生活，非常依赖A.'.A.'.成员的捐款与O.T.O.的到期付款。5月时出于经济上的原因，他将博斯肯屋的所有权转让给了M.'.M.'.M.'.，6月时他去了瑞士的阿尔卑斯登山。这一时期第一次世界大战爆发了。在从静脉炎的发作中恢复过来后，克劳利准备起航至美国并于1914年10月登上了英国邮轮卢西塔尼亚号（RMS Lusitania）。到达纽约后，他搬进了一家旅馆，并开始靠给《名利场》的美国版写作、给著名占星家伊万杰琳·亚当斯（Evangeline Adams）做一些自由作家的工作来赚钱。在那个城市中，他通过手淫、妓女和一个土耳其浴室中的同性客户来不断试验性魔法；所有这些邂逅都被他记录在日记中。
声称自己是来自伟大不列颠，有着爱尔兰血统的爱尔兰独立支持者，克劳利开始支持德国在他们的战争中对抗不列颠。他开始参与到纽约的亲德运动中，且在1915年1月间谍乔治·西尔威斯特·维里克（George Sylvester Viereck）雇他为自己宣传单《祖国》的写作者，这份传单致力于保持美国在冲突中的中立地位。后来，批评者根据他的这一行为谴责克劳利是不列颠的卖国贼。有推理说克劳利是一位双重特工，为英国情报机构工作以渗入和破坏德国在纽约的运作。他在《祖国》上写的很多文章都很夸张，例如把德皇威廉二世（Kaiser Wilhelm II）与耶稣基督作比较；1915年7月，他精心策划了一出宣传噱头——被《纽约时报》报道过——在自由女神像面前宣布爱尔兰的独立；他真正的目的是要让德国的游说者在美国大众的眼中表现得荒谬。有争议说他鼓励德国海军摧毁卢西塔尼亚号（英国远洋客轮，1915年被德国潜艇击沉），告诉他们这将确保美国处在战争之外，而事实上他希望这可以把美国带入战争中不列颠的那一方。
克劳利与珍妮·罗伯特·福斯特（Jeanne Robert Foster）建立了关系，两人一起旅行到了西海岸。在温哥华，北美O.T.O.的总部，他遇见了查尔斯·斯坦斯菲尔德·琼斯（Charles Stansfeld Jones）和威尔弗雷德·塔尔博特·史密斯（Wilfred Talbot Smith）并与他们讨论这片大陆上泰勒玛的传播。在底特律，他于帕克-戴维斯尝试了仙人掌（药物），然后拜访了西雅图、旧金山、圣克鲁斯、洛杉矶、圣地亚哥、提华纳与美国大峡谷，之后回到了纽约。在那边他帮助了阿南达·考马拉斯瓦米（Ananda Coomaraswamy）与他的妻子爱丽丝·理查森（Alice Richardson）；克劳利与理查森在1916年4月执行了性魔法，她也因此怀孕并流产了。那一年晚些的时候，他“魔法退休”到了帕斯考纳瑞湖（Lake Pasquaney）旁，伊万杰琳·亚当斯的一间小屋中。他在那里大量地使用药物，并在做完一个仪式后称自己是“泰利昂大师（Master Therion）”。他同样写了一些基于J.G.弗雷泽《金枝》（The Golden Bough）的短篇故事与一部文学批判的作品《据萧伯纳的福音书》。
12月时他搬到了新奥尔良，他最爱的美国城市，之后1917年2月他与他福音派的基督教亲戚们呆在佛罗里达州的泰特斯维尔。回到纽约后，他得知了自己母亲的死讯，并在5月时与A.'.A.'.的成员、艺术家里昂·恩格·肯尼迪生活在一起。在《祖国》倒台后，克劳利保持了他与维里克的联系，后者任命他为艺术杂志《国际》的特约编辑。克劳利使用它来宣传泰勒玛，但它很快停止出版了。之后他搬到了罗迪·迈纳的一间公寓房间中，而迈纳也成了他的伴侣与猩红女人。通过他们被克劳利称作是“艾玛兰彻工程”的仪式，他接触到了一个叫做兰姆（LAM）的超自然存在，还为它画了幅肖像画。
1918年，克劳利前往了哈德逊河（纽约州东部）的伊索普斯岛（Esopus Island）荒地上的一处魔法休息寓所。在这里，他开始翻译《道德经》，在河边的悬崖上画泰勒玛的标语，以及——根据他后来所说的——经验到了他作为葛玄、教宗亚历山大六世（Pope Alexander VI）、亚历山德罗·卡廖斯特罗（Alessandro Cagliostro）和埃利法斯·利瓦伊（Eliphas Levi）的前世记忆。回到纽约后，他搬去了格林威治村（美国纽约曼哈顿的区），在那里他把利亚·赫斯格（Leah Hirsig）当作自己的爱人与下一位猩红女人。他把绘画当成是一种业余爱好，将他的作品展示在格林威治村的自由主义俱乐部并引起了《纽约夜生活》的注意。依靠一些有交情的共济会会员的经济援助，克劳利以发行《平分点》的卷三，那一卷也被称作《蓝色平分点》，而复活了这本刊物。1919年年中，他前往蒙淘克度过了一个登山假期，之后12月的时候回到了伦敦。

### 泰勒玛修道院：1920–23
贫困潦倒地回到伦敦后，克劳利受到了小报《约翰牛》（John Bull）的攻击，后者因他为德国战争所做的努力而给他贴上了卖国“渣滓”的标签；一些意识到他情报工作的朋友劝他提出控告，但他没有打算这么做。当他遭受气喘的时候，一位医生给他开了海洛因，且他很快就上瘾了。1920年1月，他搬到了巴黎，与利亚·赫斯格在枫丹白露（法国北部城镇）租了一间房子；很快尼内特·沙姆韦（Ninette Shumway）加入了他们并组建起了一个三角家庭，包括利亚新出生的女儿安妮·“娃娃”·利亚（Anne "Poupée"  Leah）。克劳利有建立一个泰勒玛主义者社区的打算，并称之它为泰勒玛修道院，呼应弗朗索瓦·拉伯雷（François Rabelais）的讽刺小说《卡冈都亚和庞大固埃》中的泰勒玛修道院（Abbaye de Thélème）。在使用《周易》占卜后，他以意大利西西里的切法卢（Cefalù）为选址，且到了那以后，与4月2日租了老旧的圣塔芭芭拉别墅 (Villa Santa Barbara)作为修道院。
与赫斯格、沙姆韦以及他们的孩子汉斯、霍华德和娃娃搬到社区里后，克劳利将这个情景描述为“完美地快乐...我理想中的天堂。”他们穿着长袍，在一天中的指定时间内执行太阳神拉（Ra）的仪式，而且也间或执行诺斯替弥撒；剩下的时间则被他们用于其他的兴趣活动。从事着广泛的来往，克劳利继续绘画、为《律法之书》写了一则评论，并修订了《书本 4》的第三部分。他为孩子们提供了开放式的教育，允许他们整天玩并目睹性魔法。他偶尔会前往巴勒莫（西西里首府）以拜访男妓和购买供应品，包括药物；他的海洛因上瘾开始统治他的生活，且可卡因开始腐蚀他的鼻腔。因为没有清洁值班表，所以野猫野狗会在建筑物内游荡，让房子变得不卫生。1920年10月娃娃死了，且不久之后内尼特生下了一个女儿，叫做阿斯塔蒂·露露·潘西亚（Astarte Lulu Panthea）。
新的追随者陆续到达修道院并接受克劳利的教导。他们之中有著名的电影明星简·沃弗尔（Jane Wolfe），她于1920年7月抵达，接受启蒙加入A.'.A.'.并成了克劳利的秘书。另一位是塞西尔·弗雷德里克·罗素（Cecil Frederick Russell），他经常和克劳利争吵，不喜欢他被要求执行的同性性魔法，且在一年后离开了。更有帮助的是来自澳大利亚的泰勒玛主义者弗兰克·班尼特（Frank Bennett），他在修道院呆了好几个月。1922年2月，克劳利在一次对付海洛因上瘾的失败尝试后回到了巴黎休整。之后为了钱去了伦敦，并在《英国观点》上发表文章批评1920的危险药物行为（Dangerous Drugs Act 1920）并写了一部小说，《药物成瘾者的日记》（Diary of a Drug Fiend），在7月完成。出版后，它受到了各式各样的评论；克劳利本人则被《周日快报》痛批，呼吁烧毁这本书并利用自身的影响力阻止它重印。
后来，一位叫做拉乌尔·洛夫迪（Raoul Loveday）的年轻泰勒玛主义者和他的妻子贝蒂·梅（Betty May）搬到了泰勒玛修道院；洛夫迪专心于克劳利，但梅讨厌他与在公社中的生活。她后来说洛夫迪被安排饮用一只被牺牲的猫的血，且每当他们使用代词“我”的时候都会被要求用剃须刀割自己。洛夫迪喝了当地一处被污染的泉水，很快就得了丙肝感染并导致了他在1923年2月的死亡。梅回到伦敦后把她的故事告诉了新闻界。《约翰牛》称克劳利为“世界上最邪恶的人”以及“我们想吊死的一个人”，且尽管克劳利把很多关于他的谴责都视作是诽谤，但他也负担不起控告他们的律师费。结果，《约翰牛》持续它的攻击，且它上面的故事被欧洲和北美地区的各自报纸重复刊登。本尼托·墨索里尼（Benito Mussolini）的法西斯政府听闻了克劳利的活动并在1923年4月给了他驱逐通知，强迫他离开意大利；修道院在失去了他之后也关闭了。

## 晚年生活

### 突尼斯、巴黎和伦敦：1923–29
克劳利与赫斯格来到了突尼斯，伴随着持续的不健康状态，他又一次戒海洛因失败并开始写他的自传《阿莱斯特·克劳利的忏悔录》。泰勒玛主义者诺曼·马德（Norman Mudd）在突尼斯加入了他们并成为了克劳利的公众关系咨询者。雇了一个叫做默罕默德·本·卜拉欣的本地男孩作为他的仆人后，克劳利同他一起前往内夫塔修养，并在那边一起执行性魔法。1924年1月，克劳利行至法国尼斯，并在那里结识了弗兰克·哈里斯（Frank Harris），做了一些鼻科手术，拜访了“人类和谐发展协会”并对它的创建者乔治·葛吉夫（George Gurdjieff）有着乐观和积极的看法。之后他接收了一位富有的学生亚历山大·祖·佐拉尔（Alexander Zu Zolar）以及后来的美国追随者多罗西·奥尔森（Dorothy Olsen）。克劳利带着奥尔森回到了突尼斯，在内夫塔作魔法休养，并在那个地方写了《于人》（To Man）(1924)，声明了他作为一位先知的立场并被委托把泰勒玛带给人类。在巴黎度过冬天后，1925年早先的时候克劳利与奥尔森回到了突尼斯并写了《大师之心》（The Heart of the Master）（1938）作为他在一次灵性经验中对于看到的景象的解释。3月时奥尔森怀孕了，赫斯格负责照顾她；后来她流产了，并由克劳利送回了巴黎。之后赫斯格开始疏远克劳利，而克劳利也谴责了她。
据克劳利所说，罗伊斯在去世的时候将其任命为O.T.O.的首领，但这遭到了O.T.O.德国领导者海因希里·特林克（Heinrich Tränker）的质疑。特林克在德国图林根州（德意志联邦共和国州名）召开了霍亨洛伊本会议（Hohenleuben Conference），克劳利也参加了。在那边，像卡尔·格尔默（Karl Germer）、玛莎·坤瑟（Martha Küntzel）这样的杰出成员都拥护克劳利的领导权，但其他类似阿尔宾·格劳（Albin Grau）、奥斯卡·霍普法（Oskar Hopfer）和亨利·比尔凡（Henri Birven）等关键人物支持特林克反对克劳利，并导致了O.T.O.的一次分裂。搬到巴黎后，1926年他与奥尔森分手，在之后的几年里他找了很多情妇并与她们试验性魔法。他的健康状况自始至终都不太好，主要是服用海洛因和可卡因造成的。1928年，克劳利被介绍给了年轻的英国人伊斯雷尔·瑞格德（Israel Regardie），后者相信了泰勒玛并成为克劳利之后三年的秘书。同年，克劳利遇到了杰拉德·约克（Gerald Yorke），他开始为克劳利理财但从未成为一名泰勒玛主义者。他同样结识了托马斯·德莱贝格（Thomas Driberg），德莱贝格也没有接受泰勒玛。同样在这个地方，克劳利出版了他的小说《月神之子》（Moonchild）以及短篇故事集《计谋》。1930年11月曼德瑞克（Mandrake）（出版社）破产倒闭了，克劳利的《忏悔录》也因此无法出版。与此同时，曼德瑞克的拥有人P.R.斯蒂芬森（P.R. Stephenson）写了《阿莱斯特·克劳利的传奇》，一部关于围绕他的媒体报道的分析作品。

## 外部連結
有關女巫：泰勒瑪與阿萊斯特·克勞利